# Latinci
Latinci so bili antični prebivalci Lacija (latinsko Latium, italijansko Lazio), pokrajine v srednji Italiji. Jezikovno so pripadali latinsko-faliskijski veji italskih jezikov. 

## Predrimsko obdobje
Začetki njihove zgodovine so zaviti v mite in legende, ki kažejo na to, da bi svojo zgodovino radi povezali z grškim izročilom. Tako je po legendi v [[Lacij prišel Euander iz Arkadije in na Palatinu zgradil mesto, po teh krajih je hodil Herkul, sem je prišel Enej s svojimi Trojanci in se poročil z Lavinijo, hčerko latinskega kralja (rex Latinus) Latina. Njej v čast je zgradil mesto Lavinium, njegov sin Askanij pa je zgradil mesto Alba Longa in prevzel oblast od kralja Latina. 
Iz te mitske zmešnjave se dajo izluščiti tudi zgodovinske resnice. Latinci v Laciju so bili organizirani  v tridesetih občinah, med katerimi so, poleg Rima, najbolj izstopale Alba Longa, Tusculum, Aritia, Lanuvium, Tibur, Praeneste, Gabii, Pedum, Fidenae in Laurentum. Občine so bile v stalnih medsebojnih sporih, vendar so se skupaj branile proti sosednjim občinam in plemenom: Etruščanom  na severu, Sabincem na severovzhodu, Ekvom na vzhodu, Hernikom na jugovzhodu in Volskom na jugu. 
Občine so med seboj sklepale razne zveze. Znana je starolatinska zveza Prisci Latini, v kateri so bila mesta Aritia, Lanuvium, Tibur, Tusculum, Gabii in Praeneste. Zvezi so se kasneje pridružile še občine Velitrae, Norba, Circei in Ardea v državi Ritulov. Med latinskimi občinami je že zelo zgodaj začel izstopati Rim, ki je drugim mestom vsiljeval nadvlado in je bil zato z njimi v stalnih sporih. Kljub sporom so imele vse latinske občine skupno Jupitrovo svetišče Juppiter Latinus ali Tempelj kapitolskega Jupitra, ki je stalo na griču Albano (Mons Albanus). Svetišče je upravljala Alba Longa. Ko so Rimljani okrog leta 665 pr. n. št. Albo Longo porušili, so Jupitrov tempelj preselili na Aventinski grič. Tempelj je od takrat naprej upravljal Rim in s tem dobil močan instrument vladanja. 
Rim se je vse bolj širil in njegov primat je postajal vedno manj sporen. Oblast Rima se je zamajala samo v obdobju, ko so več kot sto let Rimu in delu Lacija vladali Etruščani. Leta 510 pr. n. št. je oblast Etruščanov padla in Rim se je iz monarhije pretvoril v republiko  in za nekaj časa obnovil svoj izgubljeni primat.

## Rimsko obdobje
Po zmagoviti vojni proti latinskim mestom leta 493 pr. n. št. je rimski konzul Spurij Kasij z mesti sklenil »večni mir« in zvezo, v kateri je imel Rim dominanten položaj. K zvezi so leta 486 pr. n. št. pristopili tudi Herniki. Ko so okrog leta 390 pr. n. št. v Italijo  vdrli Galci in osvojili Rim, je zveza z Rimom razpadla, a so jo že leta 358 pr. n. št. obnovili. 
Okrog leta 340 pr. n. št. se je zveza mest skupaj s Kampanjci spet uprla in Rimljani so zvezo razpustili. Del ozemlja mest je bil priključen Rimu (področje Volskov in Avrunkov). Nekatere občine so dobile rimske municipalne pravice, Lavinium, Cora, Tibur in Praeneste pa so kot foederati obdržali svojo neodvisnost. V novo nastali situaciji je bil pravni položaj Latincev urejen tako, da so imeli, enako kot rimski državljani, ius commercii, se pravi pravico sklepanja pravnih poslov, vključno s pravico lastništva. Latinci so tako dobili višji položaj, kot so ga imeli tujci (peregrini) in italski zavezniki (socii). 
Med zavezniško in Marsijsko vojno (od leta 91 do 89 pr. n. št.) so vsi Latinci  dobili rimske državljanske pravice in postali enakopravni z Rimljani. Pravice, kakršne so do tedaj imeli Latinci (ius Latii), so zdaj dobivala mesta, pa tudi cele province, izven Italije. Razlike so de iure izginile leta 212, ko je cesar Karakala podelil rimsko državljanstvo vsem svobodnim prebivalcem Rimskega cesarstva.